# Marcus Klingberg
Pour les articles homonymes, voir Klingberg.
Abraham Marek dit Marcus Klingberg, né le 7 octobre 1918 à Varsovie et mort le 30 novembre 2015 à Paris dans le 6e arrondissement, est un ancien médecin qui fut un espion des services secrets soviétiques après son installation en Israël en 1948.

## Biographie
Issu d’une famille juive polonaise religieuse, il vit un temps chez son grand-père, rabbin. Ses parents l'envoient dans une école juive de type hassidique (« cheder ») mais le jeune Abraham la quitte pour suivre ensuite à son adolescence un parcours classique non religieux. Il abandonne la religion et devient communiste.
En 1935, il obtient sa « maturité » (équivalent du baccalauréat) et s'engage dans des études de médecine à l'université de Varsovie, dans le cadre du contingent réservé aux Juifs. Présent à Varsovie au début de la Seconde Guerre mondiale, en septembre 1939, il rejoint l'Union soviétique, sur les conseils de ses parents qui prévoient le pire de la part des Allemands, et suit ensuite des cours de médecine à Minsk, en Biélorussie soviétique.
En juin 1941, il s'engage dans l'armée rouge au sein du service de santé, en tant que médecin-aspirant. En octobre 1941, il est blessé d'un éclat de balle et est évacué vers Perm, où il reprend ses études, notamment sa formation d'épidémiologiste.
En 1943, il est diplômé à Moscou de l'Institut central des études médicales avancées. En décembre de la même année, il est appelé par les autorités soviétiques à être médecin-chef épidémiologiste dans les zones de Biélorussie reconquises par l'armée soviétique.
En mai 1945, il a le grade de médecin-capitaine au sein de l'Armée rouge, qu'il quitte en juin 1945. Il retourne alors à Varsovie pour devenir chef épidémiologiste au ministère polonais de la Santé.
Les membres de sa famille (parents et frère) ayant été arrêtés par les Allemands et ayant péri au centre d'extermination de Treblinka en novembre 1942, Markus Klingberg est le seul survivant de sa famille. Il se marie avec Adjia Eisman, microbiologiste, survivante du ghetto de Varsovie, épargnée du fait notamment de son apparence « aryenne », selon les critères nazis.
Ensemble, ils quittent la Pologne et émigrent en 1946 en Suède où naît leur fille Sylvia. Ce séjour est de courte durée (deux ans) ; ils partent ensuite s'établir en Israël au titre de l'alya en novembre 1948.
Il sert immédiatement, avec un grade équivalent à celui de l'armée rouge, dans le service de santé de la jeune armée israélienne, accède au grade supérieur en 1949 et il obtient ensuite le grade de « sgan alouf », équivalent du grade de lieutenant-colonel en mars 1950 ; il est à cette période l'un des plus jeunes officiers supérieurs du service de santé. Il sert ensuite comme chef de service de médecine préventive, toujours au sein de Tsahal, puis il devient le fondateur et le directeur du laboratoire central de recherche du service de santé militaire.
En 1957, il quitte l'armée israélienne avec l'équivalent du grade de médecin-colonel et intègre alors l'Institut israélien de recherche en biologie (IIRB) de Ness Ziona, qui abrite depuis 1952 des laboratoires aux activités secrètes sur des armes biologiques et chimiques. Il exerce d'importantes responsabilités dans cet institut en tant que directeur-adjoint de cette structure particulière de recherches biologiques et chimiques de l'État juif, jusqu'à son départ en 1972.
Il rejoint ensuite la faculté de médecine Sackler de l'université de Tel Aviv, où il devient professeur, puis il dirige un des départements, celui de médecine préventive et sociale jusqu'en 1978.
En 1965, il est soumis à une enquête approfondie de sécurité et il est notamment interrogé par le service dé sécurité intérieure (Shabak) car il est soupçonné d'agir pour une puissance étrangère. Mais il est relâché par les services d'enquête, faute de preuves. En 1976, une procédure de même genre est menée à nouveau mais il n'est finalement pas arrêté.
En 1983, il est arrêté par les services spécialisés, au moment où il devait quitter temporairement Israël, soit pour être en congé sabbatique en Europe, soit pour aller à un congrès scientifique devant être organisé à Singapour (en fait, il s'agissait d'un plan prévu par le service de sécurité de l'État d'Israël, pour le confondre, au sujet de ses activités clandestines). À la suite de son arrestation, au cours de laquelle il est interrogé pendant plusieurs semaines, il avoue qu'il a effectivement fourni des informations à l'Union soviétique mais ne se reconnaît pas comme « espion ». L'Union soviétique est considérée par lui comme pays qui l'a sauvé de la mort subie par les autres membres de sa famille et qui lui a donné sa formation d'épidémiologiste.
En raison de ses anciennes activités très sensibles, des hautes responsabilités qu'il avait eues et du grade de directeur-adjoint de service concourant à la sécurité et à la défense de l'État d'Israël, son procès, devant le tribunal du district de Tel-Aviv qui va le condamner, n'est pas public et ne mentionne pas son nom ; il est intitulé « État d'Israël contre X ».
Il est finalement condamné à la peine maximale prévue par le code pénal israélien, en matière d'espionnage : 20 ans de prison pour avoir transmis, au moins entre 1957 et 1983, des documents scientifiques, biologiques, secrets à l'Union soviétique. Il est possible que son recrutement par les services soviétiques se soit passé avant son entrée à l'Institut de recherches en biologie. Toutefois, une preuve tangible de la date de son éventuel recrutement avant 1957 n'a pas été fournie par l'accusation au cours du procès.
Il est incarcéré à la prison centrale d'Ashkelon. Pendant 10 ans, il est détenu au régime du secret ; seule sa famille sait où il se trouve et est autorisée à lui rendre visite. Le scandale est tel qu'il est écroué sous un faux nom, celui d’« Abraham Greenberg », afin que les services pénitentiaires de l'État d'Israël et les prisonniers ignorent son identité véritable.
En 1993, la censure relative au procès est partiellement levée à la suite d'une action en justice menée par le journal Haaretz devant la Cour suprême de l'État et la presse israélienne commence alors à parler de ce procès hors normes.
Le condamné ne fournira jamais de motifs précis et cohérents pour expliquer ce qu'il a fait et les fondements de sa trahison. Néanmoins, après sa libération, il insistera sur le fait qu'il avait espionné pour des raisons idéologiques. Il dit n’avoir jamais demandé ni reçu d'argent de la part des services soviétiques pour ses activités d'espion.
En septembre 1998, il est libéré de sa prison à la suite d'une décision prise par le tribunal de district de Beer-Sheva, pour motif médical car il est en mauvaise santé. Il est ensuite assigné à résidence ; il est toujours surveillé par le service de sécurité intérieure qui lui fournit un aide-soignant, pour ses soins quotidiens. Il n'est pas autorisé à rencontrer la presse et ne doit faire aucune déclaration publique. Par ailleurs, ses déplacements d'ordre privé se font avec l’accord des services spécialisés de la sécurité intérieure de l'État d'Israël.
Il est toujours considéré comme un « danger » pour son pays d’accueil. D’après son avocat israélien, Avigdor Feldman, Israël souhaitait éviter qu'il meure en prison.
En 2003, avec l'aide d'un avocat parisien, Me Antoine Comte, il est autorisé à quitter Israël et s'installe à Paris près de sa fille, Sylvia, chercheuse en sociologie.
Il meurt à Paris le 30 novembre 2015 ; ses cendres ont été déposées au columbarium du cimetière du Père-Lachaise (case no 6964).

### Famille
Marcus Klingberg est le père de Sylvia Klingberg, sociologue à l'INSERM et ancienne militante du groupe d’extrême gauche israélienne Matzpen (après avoir quitté l'État d'Israël, elle s'est établie en France, où elle est devenue militante de la LCR à Paris).
Il est le beau-père d'Alain Brossat, qui avait épousé sa fille, et le grand-père du conseiller de Paris communiste Ian Brossat.

### Décoration
Il avait reçu secrètement l'ordre du Drapeau rouge du Travail, deuxième plus grand honneur de l’Union soviétique, par les services de l'ambassade soviétique à Tel-Aviv.

## Documentaire
- 2022 : Marcus Klingberg, un pur espion réalisé par Rémi Lainé et Yaël Vidan.

## Publications

### Biographie
- (he) Avec Michael Sfard, Haméraguel Ha'akharo, Ma'ariv Book Guild, 2007 [biographie en hébreu].
  - Avec Michael Sfard (trad. de l'hébreu par Sylvia Klingberg, postface de Ian Brossat), Le Dernier espion : autobiographie, Paris, Nouveau Monde Éditions, 2015, 383 p. (ISBN 978-2-36942-180-1).

### Écrits scientifiques
- « An Epidemiologist’s journey from typhus to thalidomide, and from the Soviet Union to Seveso ». Journal of the Royal Society of Medicine, 2010, 103 (10), p. 418-423 [comporte une bibliographie scientifique développée de Marcus Klingberg].
- Marcus Klingberg [et al.], Study of recruidescent typhus in Israel, Israel Institue for Biological Research, 1969.
- An Epidemiologic and immunologic study of boutonneuse fever in Israel, Londres, European Research Office, United States Army, 1971.

### Documentaire
- Marcus Klingberg, un pur espion - (2022) réalisé par Rémi Lainé et Yaël Vidan - Diffusé sur France 5 le 26 février 2023.

### Émissions radiophoniques
- Patrick Pesnot, Marcus Klingberg - Emission Rendez-vous avec X diffusée le 23 janvier 1999 sur France Inter.

- Fabrice Drouelle, « Marcus Klingberg, un espion hors du commun », émission de 54 min [], sur France Inter, Affaires sensibles, 9 novembre 2022 (consulté le 27 février 2023).